# Max Drude
Max Drude (3. April 1845 in Bunzlau, Schlesien – 27. April 1903) war ein deutscher Theaterschauspieler.

## Leben
Drude, der Sohn eines Maurermeisters, besuchte bis 1862 die Realschule in Köln, war dann bis 1864 als Geometer in Pommern und der Provinz Sachsen tätig, worauf er am 27. September 1864 zu Osterholz in Hannover bei der reisenden Gesellschaft von Ferdinand Basté seine Bühnenlaufbahn begann.
Nachdem er vier Jahre bei ambulanten Bühnen in Holstein und Schlesien engagiert war, kam er 1868 an das Sommertheater in Frankfurt an der Oder, hierauf wirkte er bis 1872 am Breslauer Stadttheater, von wo er sein Engagement am großherzoglichen Hoftheater in Schwerin antrat, nachdem als „Seeburg“ in Ein weißes Blatt und Chalisac seine Befähigung für das Rollenfach des ausscheidenden Siegwart Friedmann bewiesen hatte.
Und so wirkte nun dieser Künstler im Fache der ernsten und humoristischen Charakterrollen an diesem Kunstinstitut, woselbst er unbedingt zu den erstklassigen Darstellern gezählt wurde. Er war ein naturwahrer Darsteller, der mit Glück die im Leben gemachten Beobachtungen scharf und vortrefflich auf der Bühne verwendete. Seinen künstlerischen Eigenschaften kamen eine außerordentliche Bühnenroutine sehr zu statten und konnte man all seinen Rollen feines Verständnis und Geschmack nachrühmen sowie warme Töne echter Herzlichkeit. Ein Blick auf sein Repertoire bewies seine ganz besondere Vielseitigkeit. So seien „Mephisto“, „Franz Moor“, „Shylock“ und „Richard III.“ erwähnt, welchen „Falstaff“, „Doktor Klaus“, „Giesecke“ im Weißen Rößl, „Müller Voß“, „Baron v. d. Egge“ charakteristische Gegenüberstanden. Drude war auch ein Dialektkünstler, wovon wieder sein „Onkel Bräsig“, sowie sein „Wurzelsepp“ Zeugnis gaben.